# Малкочово
Малкочово (на турски: Malkoçlar, Малкочлар) е село в околия Ковчаз, вилает Лозенград, Турция.

## География
Селото се намира в близост до българо-турската граница, 45 км северно от Лозенград.

## История
В XIX век Малкочово е българско село в Одринска кааза на Одринския вилает на Османската империя. Според „Етнография на вилаетите Адрианопол, Монастир и Салоника“, издадена в Константинопол в 1878 година и отразяваща статистиката на населението от 1873 година, Малкочлар (Maltchoklar) има 92 домакинства и 480 българи.